# Петър Кунтев
Петър Стоянов Кунтев е български революционер, опълченец, участник в Кресненското въстание.

## Биография
Роден е в 1857 в крушевското село Селце, тогава в Османската империя. Семейството му се мести в Крушево заради тормоз от турците. Става чирак при Веле Секулов. След това заминава за Крайова, Румъния, за да работи и да може да издържа семейството си. Докато е в Белград избухва Сръбско-турската война и Петър Кунтев се записва доброволец. В 1877 година се записва в българските опълченски дружини, които се формират в Румъния. Заминава с лодка за фронта на Руско-турската война (1877 – 1878), включен във Втора опълченска дружина. Ранен е сериозно в сражение от 10 август.
Взима дейно участие в Кресненско-Разложкото въстание като четник. Сражава се с османската войска при Симитли и Вранче. Отпуснати са му 180 рубли и 40 декара земя в Шуменско като награда за службата му към родината, но Кунтев ги отказва. В 1885 година се установява в Свободна България и живее в София.
Умира на 15 октомври 1923 година в София.